# Eva Scherf
Eva Maria Scherf (* 1946 in Bernburg) ist eine deutsche Germanistin.   

## Leben
Scherf besuchte die Schulen in Bernburg und Quedlinburg. Die Erweiterte Oberschule in Quedlinburg verließ sie 1965 mit dem Abitur. An der Martin-Luther-Universität in Halle (Saale) begann sie ein Studium der Germanistik und Romanistik, das sie 1970 abschließen konnte. Es folgte ein Forschungsstudium und 1977 ihre Promotion an der Philosophischen Fakultät der Universität Halle mit der Dissertation Soziologische Aspekte der gesellschaftlichen Kunstkommunikation unter besonderer Berücksichtigung ihrer Funktion und Wirkung in der entwickelten sozialistischen Gesellschaft zum Dr. phil.
Bis 1991 war Scherf als Wissenschaftliche Mitarbeiterin tätig und anschließend bis 2011 als Deutschlehrerin und Medienpädagogin am Landesinstitut für Lehrerfortbildung, Lehrerweiterbildung und Unterrichtsforschung von Sachsen-Anhalt in Halle. Sie ist Autorin und Herausgeberin zahlreicher Veröffentlichungen vor allem zu den Themen Literatur und Film, aber auch Medienpädagogik und regionale Kulturgeschichte. Einige Werke veröffentlichte sie zusammen mit der Philologin und Germanistin Heidi Ritter. Bei der mehrbändigen Publikation Moderne Medienwelten übernahm sie für einzelne Teile die Redaktion, Bearbeitung bzw. Herausgeberschaft und arbeitete als Autorin mit.

## Veröffentlichungen (Auswahl)
- Soziologische Aspekte der gesellschaftlichen Kunstkommunikation unter besonderer Berücksichtigung ihrer Funktion und Wirkung in der entwickelten sozialistischen Gesellschaft. (Dissertationsschrift), Halle 1977.
- Ästhetischer Code und rezeptive Aktivität. als Herausgeberin, Wissenschaftspublizistik der Martin-Luther-Univ. Halle-Wittenberg, Halle 1988, ISBN 978-3-86010-055-4.
- Fernsehen heute. Am Beispiel eines Magazins. Landesinstitut für Lehrerfortbildung, Lehrerweiterbildung und Unterrichtsforschung von Sachsen-Anhalt, Halle 1996.
- Texte im Medienverbund. Zum Umgang mit Medien im Deutschunterricht der Sekundarstufen I und II. als Herausgeberin, Landesinstitut für Lehrerfortbildung, Lehrerweiterbildung und Unterrichtsforschung von Sachsen-Anhalt, Halle 1998.
- Die Weltseele durchlebt alles. Die vergessene Geschichte der mitteldeutschen Romantik. mit Heidi Ritter, Projekte-Verlag,	Halle 2006, ISBN 978-3-86634-116-6.
- Halle, Harz und Heidelberg. Autobiografisches. Joseph von Eichendorff. als Herausgeberin mit Heidi Ritter, Mitteldeutscher Verlag, Halle 2007, ISBN 978-3-89812-510-9.
- Glamour, Glanz, Geschwindigkeit? Die 20er Jahre in Halle. mit Heidi Ritter, Hasenverlag, Halle 2008, ISBN 978-3-939468-19-6.
- Medienbildung. Ein kompetenzorientiertes Konzept für die Sekundarschule. Mit Beispielaufgaben. als Herausgeberin, Landesinstitut für Schulqualität und Lehrerbildung Sachsen-Anhalt, Halle 2010.
- Habe unbändig viel zu tun... Johann Christian Reil. mit Heidi Ritter, Hasenverlag, Halle 2011, ISBN 978-3-939468-59-2.
- Hettstedt. Hasenverlag, Halle 2013, ISBN 978-3-939468-78-3.
- Aufstieg und Fall. Carl Wentzel und sein Agrarunternehmen. Hasenverlag, Halle 2018, ISBN 978-3-945377-32-1.
- Das Paulusviertel in Halle. Vom Kaiserreich bis 2.0. Hasenverlag, Halle 2022, ISBN 978-3-945377-80-2.